# Trump National Golf Club (Los Angeles)
O Trump National Golf Club, Los Angeles é um clube de golfe público em Rancho Palos Verdes, Califórnia, com um campo de 6.622 m (7.242 jardas), originalmente projetado por Pete Dye e redesenhado por Donald J. Trump e Tom Fazio. É propriedade da The Trump Organization.
O Trump National Golf Club Los Angeles era anteriormente conhecido como Ocean Trails Golf Club, um campo de 18 buracos desenhado por Dye, que estava prestes a abrir quando ocorreu um deslizamento de terras em junho de 1999, e o 18º buraco deslizou em direção ao Oceano Pacífico. O Ocean Trails Golf Club entrou posteriormente em falência e, em 26 de novembro de 2002, Trump comprou a propriedade por US$ 27 milhões, com a intenção de reparar, redesenhar o campo e construir casas nos lotes adjacentes. Inclui um clubhouse de 4.200 m2 (45.000 pés quadrados).
Está classificado entre os 100 melhores campos de golfe que pode jogar pela Golf Magazine.
O clube é conhecido pelas suas vistas sobre o Oceano Pacífico e a Ilha de Santa Catalina. O campo apresentava três quedas de água artificiais até serem removidas durante a seca de 2011–2017 na Califórnia. O Torneio de Golfe Michael Douglas Pro-Celebrity and Friends tem lugar anualmente, em abril.
Com um custo total de US$ 264 milhões, seria o campo de golfe mais caro alguma vez construído. Os representantes de Trump afirmaram que o campo valia US$ 10 milhões ao negociar com o avaliador de impostos sobre propriedades do Condado de Los Angeles dois anos após a abertura do campo.